# دوسيثيوس
دوسيثيوس (يُعرف أحيانًا أيضًا باسم نثنائيل، وكلاهما يعني "هدية الله") كان زعيمًا دينيًا سامريًا. كان مؤسس الطائفة السامرية يُفترض غالبًا أنها ذات طبيعة غنوصية، ويُقال إنه كان يعرف يوحنا المعمدان، وكان إما معلمًا أو منافسًا لسمعان ماجوس.